# Almașu Mic (Sârbi), Bihor
Almașu Mic este un sat în comuna Sârbi din județul Bihor, Crișana, România.

 Acest articol despre o localitate din județul Bihor este deocamdată un ciot. Puteți ajuta Wikipedia prin completarea lui.